# 하노이 지하철
하노이 지하철(베트남어: Đường sắt đô thị Hà Nội / 塘鐵都市河內)은 베트남 하노이의 도시철도로, 2021년 11월 6일 개통하여 베트남의 첫 지하철이 되었다.

## 개요
하노이 시내의 도시 교통은 1901년에 개통된 전차가 주류였다. 전성기에는 5개 노선이 존재했지만, 1989년에는 전 노선이 폐지되었다. 전차가 폐지된 날부터 오늘에 이르기까지 하노이 시내의 대중교통은 버스가 중심이 되었으며, 도이모이 정책이 도입 이후 도시화의 진전과 경제 성장에 따른 자동차와 오토바이의 증가로 하노이 시내의 교통 체증과 대기 오염은 심각한 문제가 되고 있다.
이러한 상황에서 1990년대 후반 이후 베트남 정부와 하노이시 인민위원회가 도시철도의 정비 계획이 여러 차례에 걸쳐 수립되었으며, 2003년에 [2020년 하노이 교통 계획]이 설계되었다. 그리고 2018년 응우옌쑤언푹 총리는 2030년까지 하노이시 교통 운수 계획안을 승인했다.

## 역사
2010년 9월 25일에 프랑스의 알스톰이 3호선 건설을 시작했다. 이어 2011년 10월 10일에는 중국중철 그룹 유한공사에 의해 2A 호선 건설이 시작되었다.
2A호선은 2018년 9월 20일에 시운전을 시작하고 2019년의 뗏(베트남의 구정, 2월 5일) 전에 오픈을 목표로 하고 있었지만 2019년 4월로 연기되었다. 2A호선의 개통이 2021년 11월 6일에 이루어졌다.

## 노선

### 개통된 노선
- 2A호선：깟린 - 옌응이어, 2021년 11월 6일에 개통.
- 3호선：뇬 - 하노이, 2024년 8월 8일 일부 개통.

### 건설중인 노선
- 1호선 동북부에서 중앙을 거침. 개통일 미정. 현재 뇌물 발각으로 인해 공사 중단.

### 계획중인 노선
- 2호선(거의 완료)
- 4호선
- 5호선
- 6호선
- 7호선
- 8호선
- 9호선

## 같이 보기
- 베트남의 교통
- 호찌민 지하철